# داني ميلز
دانييل جون ميلز (بالإنجليزية: Danny Mills)‏، من مواليد 18 مايو 1977 في نوريتش في إنجلترا، لاعب كرة قدم إنجليزي.
بدأ مسيرته الكروية مع نادي نوريتش في عام 1994، ولعب معهم حتى عام 1998، وشارك معهم في 66 مباراة، وفي موسم 1998/1999 انتقل إلى نادي تشارلتون أثلتك، ولعب معهم 45 مباراة وسجل 3 أهداف، وفي عام 1999 انتقل إلى نادي ليدز يونايتد، ولعب معهم حتى عام 2004، وشارك معهم في 101 مباراة وسجل 3 أهداف، وفي موسم 2003/2004 أعير إلى نادي مدلزبره، ولعب معهم 28 مباراة، ومنذ عام 2004 وهو يلعب مع نادي مانشستر سيتي، وفي عام 2006 أعير إلى نادي هال سيتي، ولعب معهم 9 مباريات.
و قد بدأ باللعب مع منتخب إنجلترا لكرة القدم في عام 2001

## مسيرته الكروية
لعب داني ميلز خلال مسيرته الاحترافية مع 7 أندية في سبعة عشر موسمًا وسجل خلالها 7 أهداف ضمن 321 مباراة. ولم يفز بأي موسم بالكأس أو بالدوري.
خاض داني ميلز مسيرته مع نادي نورويتش سيتي في موسم 1995–96 واستمر معه طيلة ثلاثة مواسم، مشاركًا في 66 مباراة ولم يسجل أي هدف. ثم انتقل إلى نادي تشارلتون أثلتيك في موسم 1997–98 واستمر معه طيلة ثلاثة مواسم، حيث شارك في 64 مباراة سجل خلالها 3 أهداف. لينتقل بعدها إلى نادي ليدز يونايتد في موسم 1999–00 ليلعب معه أربعة مواسم، مشاركًا في 101 مباراة سجل خلالها 3 أهداف أيضًا. ثم انتقل إلى نادي ميدلزبره في موسم 2003–04 لمدة موسم واحد، مشاركًا في 28 مباراة ولم يسجل أي هدف. هذا وانتقل لاحقًا إلى نادي مانشستر سيتي في موسم 2004–05 في المرة الأولى واستمر معه طيلة ثلاثة مواسم ثم في موسم 2008–09 لمدة موسم واحد، مشاركًا طوالها في 51 مباراة سجل خلالها هدفًا واحدًا. ثم انتقل بعدها إلى نادي هال سيتي في موسم 2006–07 لمدة موسم واحد، مشاركًا في 9 مباريات ولم يسجل أي هدف. ليعود وينتقل من جديد، لكن هذه المرة إلى نادي ديربي كاونتي في موسم 2007–08 لمدة موسم واحد، مشاركًا في مباراتين ولم يسجل أي هدف أيضًا.

## روابط خارجية
- داني ميلز على موقع الاتحاد الدولي (مؤرشف)  (الإنجليزية)
- داني ميلز على موقع قاعدة بيانات كرة القدم.إي يو (الإنجليزية)
- داني ميلز على موقع ناشيونال فوتبول تيمز (الإنجليزية)
- داني ميلز على موقع Soccerbase.com (لاعب) (الإنجليزية)
- داني ميلز على موقع عالم كرة القدم.نت (الإنجليزية)
- داني ميلز على موقع كووورة